# Schloss Chambord

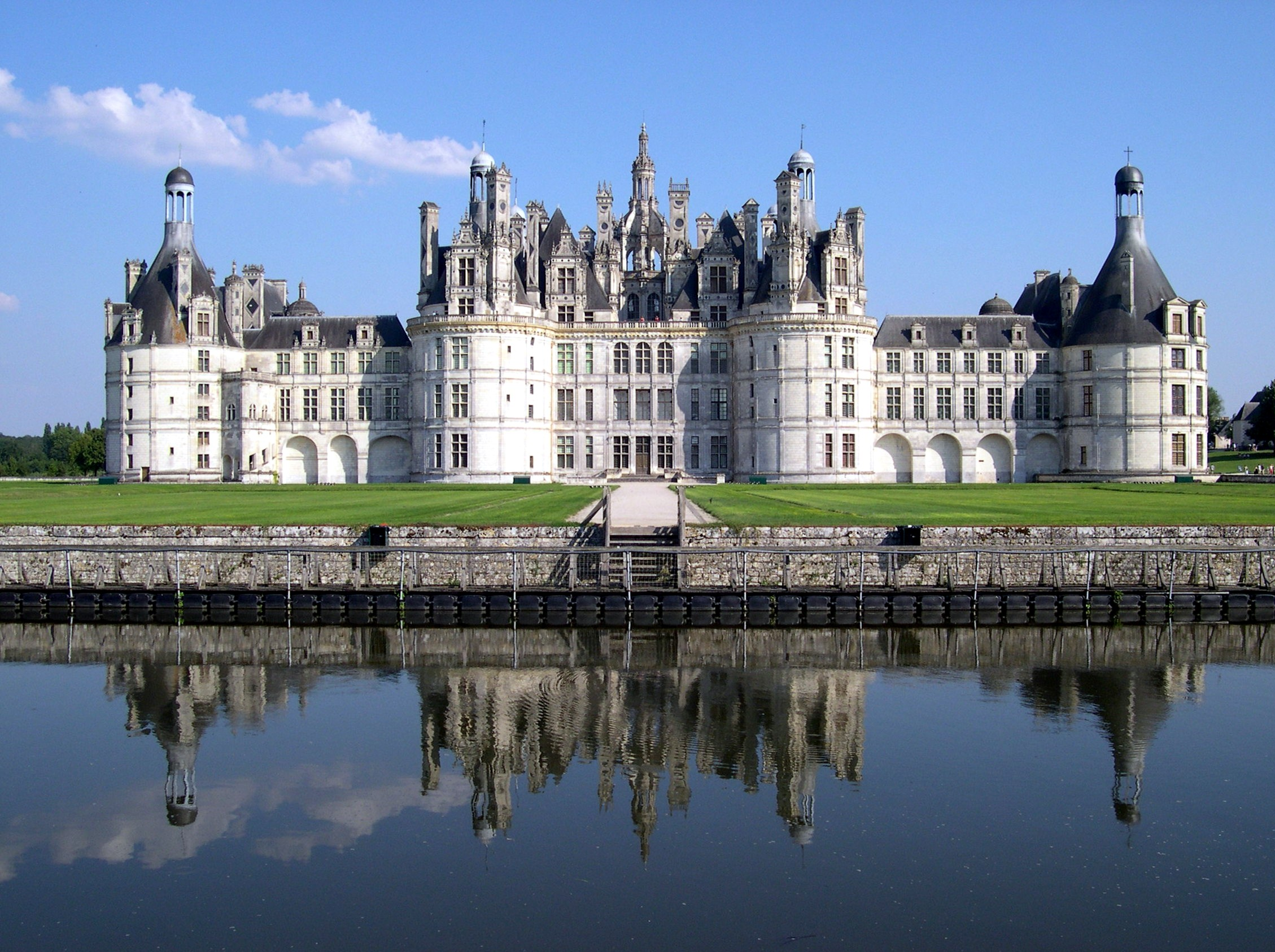
Schloss Chambord

Schloss Chambord (französisch Château de Chambord) ist das größte Schloss des Loiretales. Es liegt ca. 15 Kilometer östlich von Blois in einem ausgedehnten früheren Jagdgebiet. Der Renaissancebau wurde in der ersten Hälfte des 16. Jahrhunderts unter König Franz I. als Prunk- und Jagdschloss bei Chambord errichtet und gilt als das prächtigste aller Loireschlösser.

## Geschichtlicher Überblick

### 16. und 17. Jahrhundert

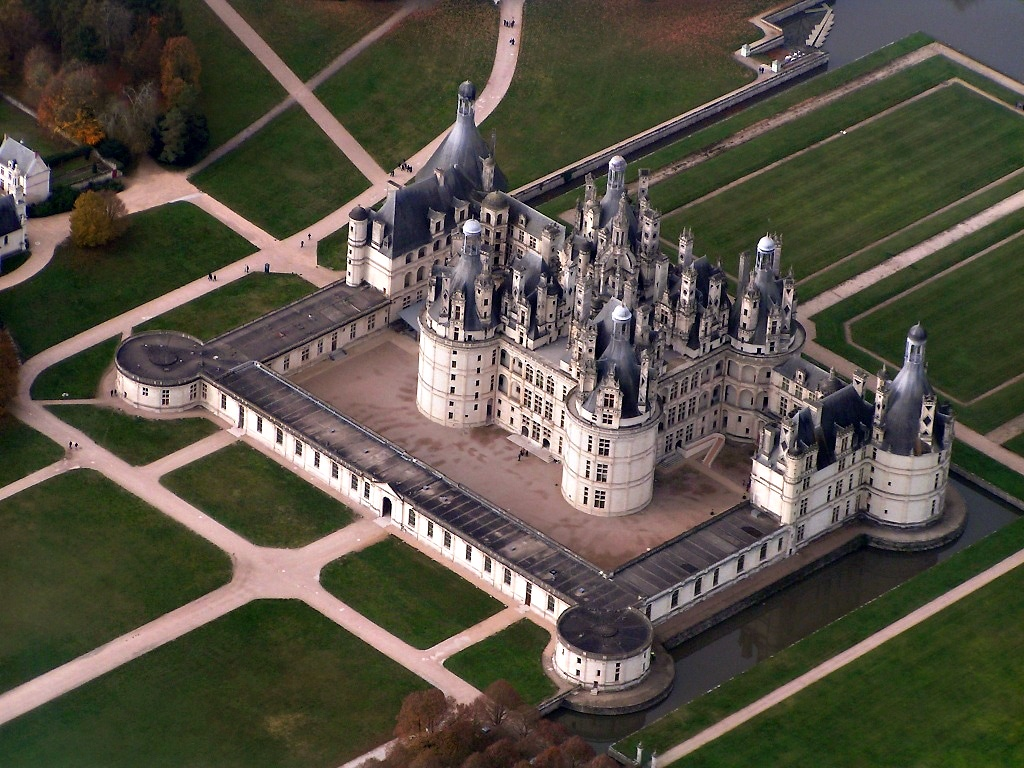
Luftbild

Beim Regierungsantritt Franz I. war das Tal der Loire mit seinen Schlössern und Burgen das gesellschaftliche und kulturelle Zentrum des höfischen Frankreichs. Unter dem Einfluss und dem Mäzenatentum des Königs etablierte sich die Kunst der aus Italien stammenden Renaissance endgültig im Land und führte zu zahlreichen Neubauten, die noch heute die Region des Loiretals prägen.
Neben dem Schloss von Fontainebleau war das 1519 begonnene Schloss Chambord das aufwändigste Projekt Franz I. Das Schloss war ein Bau mit großer Bedeutung: Es sollte einerseits dem Hof als Jagdschloss dienen, doch wichtiger war, mit dem Bau als Symbol der Macht die Leistungsfähigkeit und Stärke Frankreichs zu demonstrieren – ähnlich wie das Schloss Versailles des Sonnenkönigs eineinhalb Jahrhunderte später. Franz I. machte sich Hoffnungen, Kaiser Karl V. die Krone entwinden zu können und an seiner statt die Herrschaft über das Heilige Römische Reich zu erlangen. Diesem Unterfangen sollte Chambord als steinernes Sinnbild der französischen Vormacht dienen. Die Hoffnungen des Königs erfüllten sich nicht, und so blieb Chambord nur ein überdimensioniertes Jagdschloss; es diente weder ihm noch einem anderen französischen Herrscher als dauerhafte Residenz. Der an seinen ambitionierten Plänen gescheiterte König Franz verbrachte in Chambord insgesamt nur wenige Wochen. Immerhin gelang es ihm, den habsburgischen Rivalen Karl V. 1539 zu einem Besuch zu laden, der das Schloss als den Inbegriff dessen, was menschliche Kunst hervorzubringen vermag bezeichnete.
Auch wenn sich in Chambord kein fester Hof etablierte, so nahm das Schloss als Jagdsitz doch eine bedeutende Rolle ein. Während der großen Jagden wurden hier mehrere tausend Personen beherbergt. Abgesehen von den Jagdgesellschaften stand der riesenhafte Bau weitgehend leer. 1552 wurde hier der Vertrag von Chambord unterzeichnet. Der Sonnenkönig Ludwig XIV. nutzte es gelegentlich für opulente Feste. In seiner Regierungszeit wurde Molières Ballett Der Bürger als Edelmann 1670 im Schloss uraufgeführt. Chambord war, wie alle frühen Königsschlösser, die nicht Hauptresidenz waren (im Unterschied zum späteren Schloss Versailles), nicht ständig möbliert. Sollte es zu Jagd- oder sonstigen Zwecken genutzt werden, mussten Personal und Mobiliar aus den königlichen Möbeldepots herangeschafft werden.

### 18. Jahrhundert
Von 1725 bis 1733 diente das Schloss als Residenz des exilierten polnischen Königs Stanislaus I. Leszczyński. Von 1748 bis zu seinem Tode 1750 erhielt es der französische Marschall Moritz von Sachsen als Wohnsitz. Der bei seinen Soldaten beliebte und zeitlebens ungeschlagene Feldherr ließ die umliegenden Sümpfe trockenlegen, um Seuchengefahren vorzubeugen. Außerdem unterhielt er eine große Menagerie in der Nähe des Schlosses. Für deren Ausstattung beantragte er beim Kurfürsten von Sachsen im Februar 1738 die Übersendung von 100 lebenden Rehen. Sächsische Forstbedienstete sollten Rehkitze einfangen, das Jahr über aufziehen und im Herbst nach Torgau bringen. Von dort sollten die Rehe mit einem Schiff über Hamburg nach Paris gebracht werden.

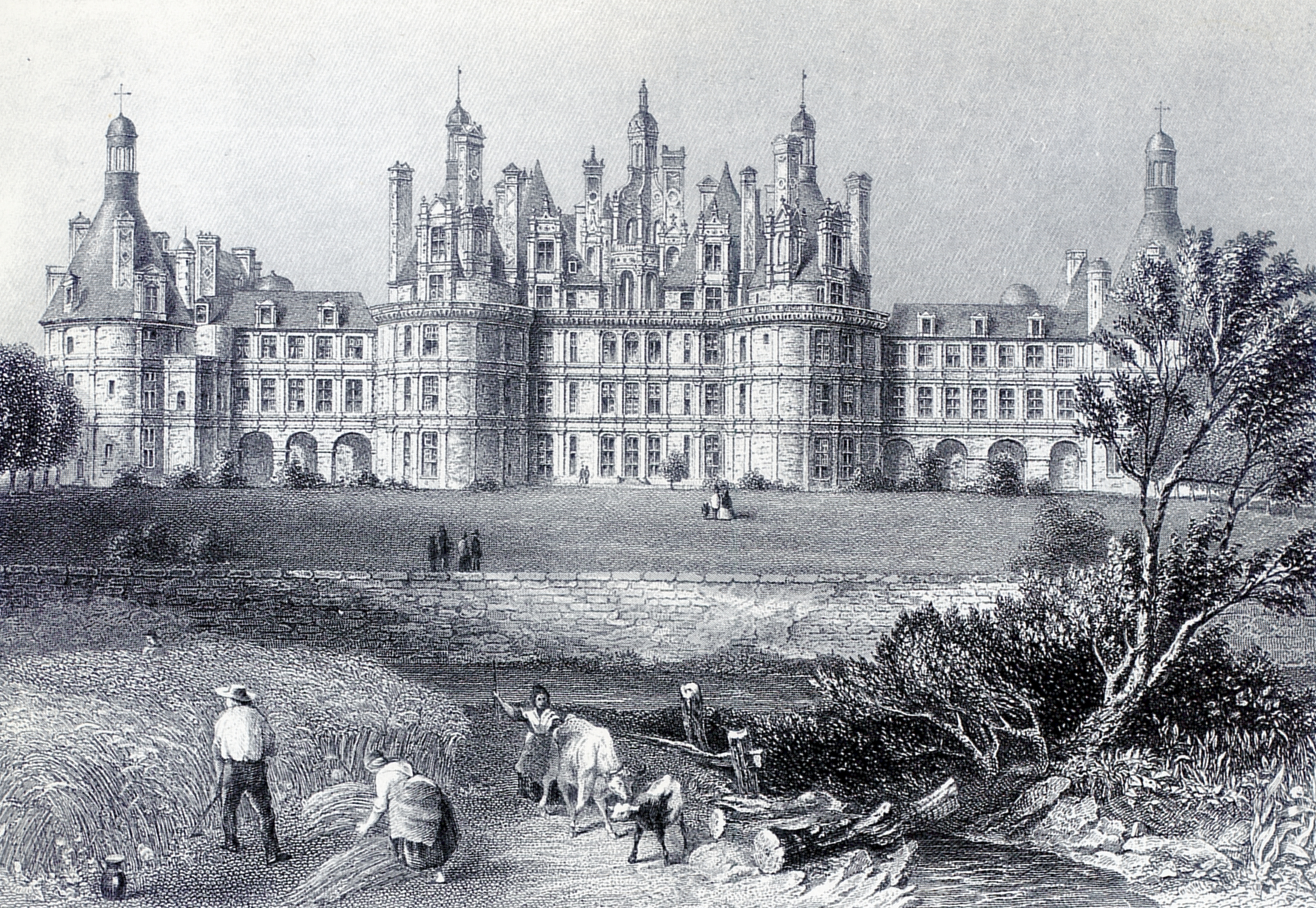
Schloss Chambord auf einem Stich des 19. Jahrhunderts

Das von ihm bewohnte Appartement ließ der Marschall wohnlich einrichten: die nackten Steinwände wurden mit Holztäfelungen versehen, Parkett wurde verlegt, und – die wichtigste Komfortsteigerung – Moritz ließ sich in seiner Heimat vier riesige Kachelöfen aus Fayence anfertigen und in seinen Räumen aufstellen. Mit diesen Öfen konnte er das Beheizungsproblem, das durch die vorhandenen offenen Kamine nur dürftig gemildert wurde, beheben. Der Marschall ließ außerdem in einem der Korridore ein Theater errichten.
Die vier Öfen, die vom Grafen Moritz von Sachsen für Schloss Chambord angeschafft wurden, bestehen nicht aus Meißener Porzellan, sondern aus Fayence und sind vom Töpfermeister J. M. Schmidt 1748/49 in Danzig angefertigt worden. Das sächsische Wappen unter der Ofenbekrönung trägt, entgegen dem üblichen Wappen mit der schrägrechts verlaufenden sächsischen Raute, einen sogenannten Bastardfaden mit einer schräglinks verlaufenden Raute.
Zur Zeit der Französischen Revolution wurde das Schloss geplündert und das wenige verbliebene Inventar geraubt. Eine Zeitlang drohte Chambord sogar der Abbruch.

### Vom 19. Jahrhundert bis zur Gegenwart
Als der Dichter Gustave Flaubert im 19. Jahrhundert durch die verwaisten Räume des riesigen Schlosses schlenderte, sinnierte er über dessen seltsames Geschick: Es ist alles gegeben worden, so als ob niemand es haben oder behalten wollte. Es sieht aus, als ob es so gut wie nie benutzt worden und immer zu groß gewesen sei. Es ist wie ein verlassenes Hotel, in dem die Reisenden nicht einmal ihre Namen an den Wänden hinterließen.
Napoléon I. übergab das Schloss zu Beginn des 19. Jahrhunderts an Louis-Alexandre Berthier. Während des Deutsch-Französischen Krieges von 1870 bis 1871 diente es als Lazarett und war Schauplatz eines Gefechts zwischen französischen und deutschen Truppen. Dabei wurde das Schloss von hessischen Truppen unter Hauptmann Kattrein gestürmt.
Während des Zweiten Weltkrieges diente das Schloss als Depot für ausgelagerte Objekte des Louvre.
Schloss Chambord war das Vorbild für den Um- und Neubau des ursprünglichen Schweriner Schlosses in den Jahren 1845 bis 1857. Schloss Chambord mit seinem Park steht seit 1981 auf der UNESCO-Weltkulturerbeliste. Es ist das größte und bekannteste der Loire-Schlösser und für Besucher zugänglich. Im Schloss sind die Prunkräume zu besichtigen, außerdem beherbergt es wechselnde Ausstellungen zu verschiedenen Themen. Im Jahr 2000 wurden die zahlreichen Schlösser an der Loire sowie die Naturlandschaft des Loiretals zwischen den Städten Sully-sur-Loire und Chalonnes-sur-Loire zum Eintrag „Tal der Loire zwischen Sully-sur-Loire und Chalonnes“ in der UNESCO-Weltkulturerbeliste zusammengefasst.

## Schlossanlage

### Architektur des Bauwerks

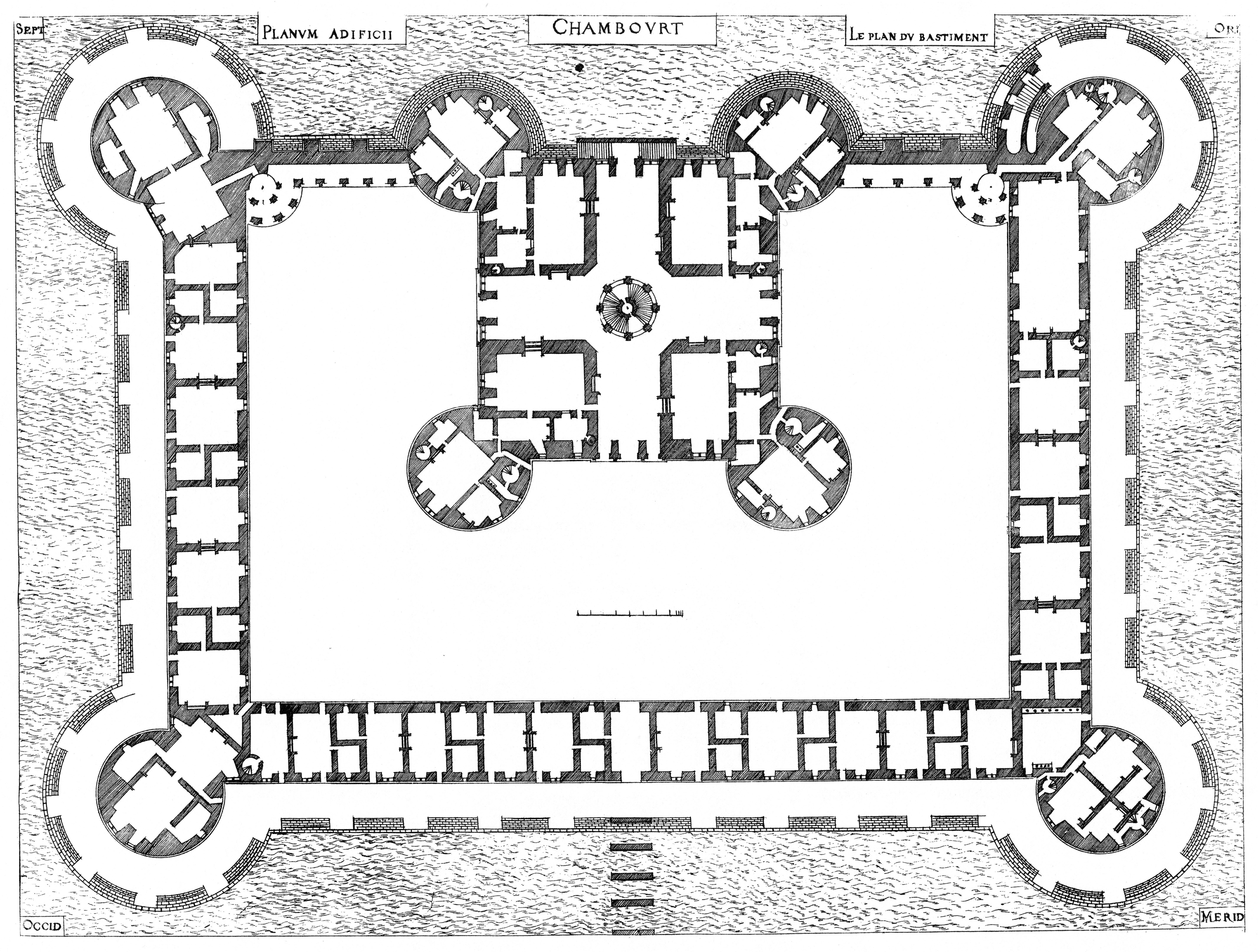
Grundriss des Schlosses

Der Bau aus in der Nähe abgebautem Kalkstein ist im italienischen Renaissancestil errichtet, der von französischer Ausführung geprägt ist. Er enthält sowohl sakrale als auch militärische Elemente. Die Baumeister des Schlosses sind vermutlich Leonardo da Vinci als Ideengeber und Domenico da Cortona, der die Baupläne erstellte. Es gibt enge Bezüge zur architektonischen Gedankenwelt des Leonardo, sodass seine Beteiligung an den frühen Planungsberatungen wahrscheinlich ist. Ausführende Baumeister waren die Brüder Jacques und Denis Sourdeau.
Mit dem Bau wurde 1519, dem Todesjahr da Vincis begonnen, und 1539, als der König dort Kaiser Karl V. empfing, war er immer noch nicht abgeschlossen. Der quadratische Kernbau mit vier Ecktürmen, der sogenannte Donjon, war um 1540 vollendet. Entsprechend der Bauaufgabe, quasi als großes Jagdlager für eine ganze Anzahl hochstehender Gäste fast gleichen Ranges, bot Schloss Chambord eine größere Anzahl ähnlich großer und ähnlich ausgestatteter herrschaftlicher Wohnappartements ohne architektonische Hervorhebung einer besonderen Wohnung für den königlichen Hausherrn.
Bis zum Tode des Bauherren im Jahre 1547 arbeitete man links und rechts an zwei Erweiterungsflügeln, nun mit separaten königlichen Wohnbereichen, die aber nicht mehr vollendet wurden. Die Bauarbeiten waren sehr aufwändig: 1.800 Arbeiter trieben Holzpfähle als Fundamente fünf Meter tief in den sumpfigen Boden. Maurer schichteten über 15 Jahre lang Stein auf Stein. Das Schloss zählt sechs hohe Türme, 440 Räume, 365 Feuerstellen und 84 Treppen. Insgesamt dauerte die Bauzeit 25 Jahre – mit Umbauten und Nachbesserung aber noch länger.
Das auffälligste Merkmal des Schlosses ist die ungewöhnlich reiche Dachlandschaft, die in dieser Form nahezu einzigartig ist. Besonders hier finden sich asymmetrisch angeordnete Kamine, Fenster und Türmchen in den beiden Schlossflügeln. Auch die großen Rundtürme weisen starke Asymmetrien in der Anordnung der Fenster auf, die sich bis zum Erdgeschoss hinziehen, was in diesem Ausmaß in der Architektur der Renaissance nicht auftritt. Der kreuzförmige Grundriss des Corps de Logis wird über den Eckappartements von vier steilen Pyramidendächern überragt, die direkt in die kegelförmigen Dächer der Ecktürme übergehen. Wo sich in den darunter liegenden Stockwerken die kreuzförmigen Korridore befinden, ist das Dach als Terrasse begehbar ausgeführt, so dass die Aufbauten, die aus diversen Lukarnen, Schornsteinen und Laternen bestehen, den Eindruck einer Stadtlandschaft vermitteln. Der Schriftsteller Chateaubriand verglich den Kontrast der ebenmäßigen Fassaden und des überbordenden Dachaufbaus mit einer Frau mit vom Wind zerzausten Haaren. Die Schieferbedachungen und die Menge von Fialen im Flamboyantstil der Spätgotik bilden einen Kontrast zum symmetrischen Aufbau des Anwesens im Stil der Renaissance.

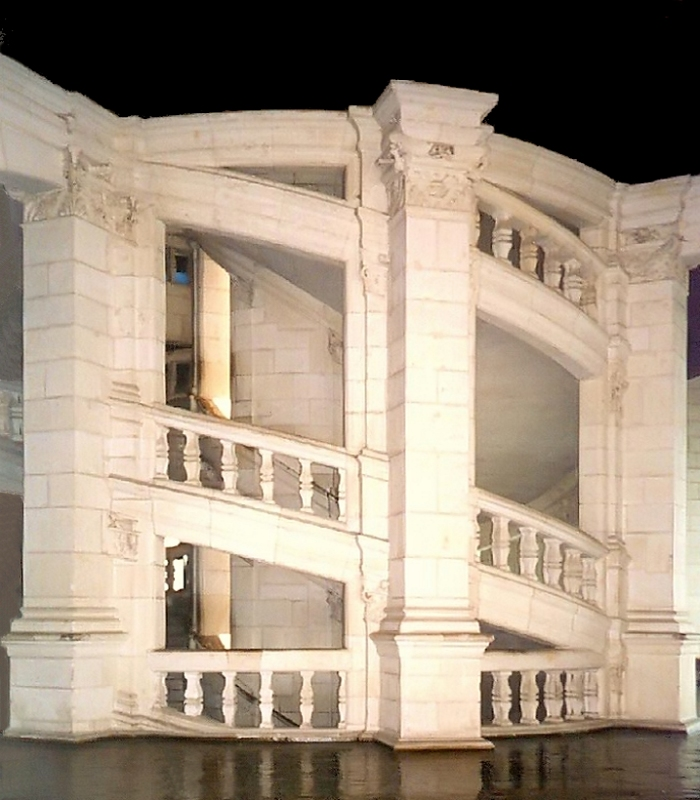
Der zentrale doppelläufige Wendelstein des Corps de Logis

In der Nordwestansicht, also von der Hauptseite her gesehen, ist der von den mittleren zwei Türmen flankierte Teil das eigentliche quadratische Corps de Logis, die Verbindungstrakte zu den beiden äußeren Türmen sind Galerien von geringer Bautiefe. An die beiden äußeren Türme schließen sich die Seitentrakte an.
Der Grundriss ist regelmäßig: Das Corps de Logis, das auch oft als Donjon bezeichnet wird, hat die Grundform eines Quadrates, dessen Ecken in je einem Turm aufgehen. Die Mitte dieses Quadrates bildet das bis oben hin offene Treppenhaus, das durch eine riesige bis zum Dach durchlaufende doppelläufige Wendeltreppe beherrscht wird. Diese Treppenanlage mündet in eine ziboriumähnliche offene Laterne. Möglicherweise geht die für die Bauzeit einmalige doppelläufige Treppe auf eine Idee Leonardo da Vincis zurück. Von diesem Wendelstein gehen auf jeder Etage kreuzförmig und orthogonal zu den Seiten des Quadrates vier große Korridore ab. In den Ecken des Quadrates, also linker und rechter Hand jedes Korridors, befinden sich Appartements, d. h. abgeschlossene Wohnungen für je eine Person, bestehend aus Vorzimmer, Zimmer und Kabinett oder Garderobe. Auch in jedem der Türme befindet sich pro Etage ein solches Appartement, sodass sich auf jeder Etage insgesamt acht Wohnungen befinden (vier in den Ecken und vier in den Türmen). Das Corps des Logis wird von zwei Galerieflügeln flankiert, die in zwei weiteren Türmen enden (der westliche beherbergt die Schlosskapelle), die wiederum zwei der Eckpunkte der gesamten Anlage bilden. Hofseitig ist das Schloss von drei niedrigen Wirtschaftsflügeln umgeben, deren entgegengesetzte Ecken durch niedrige Turmstümpfe betont werden.

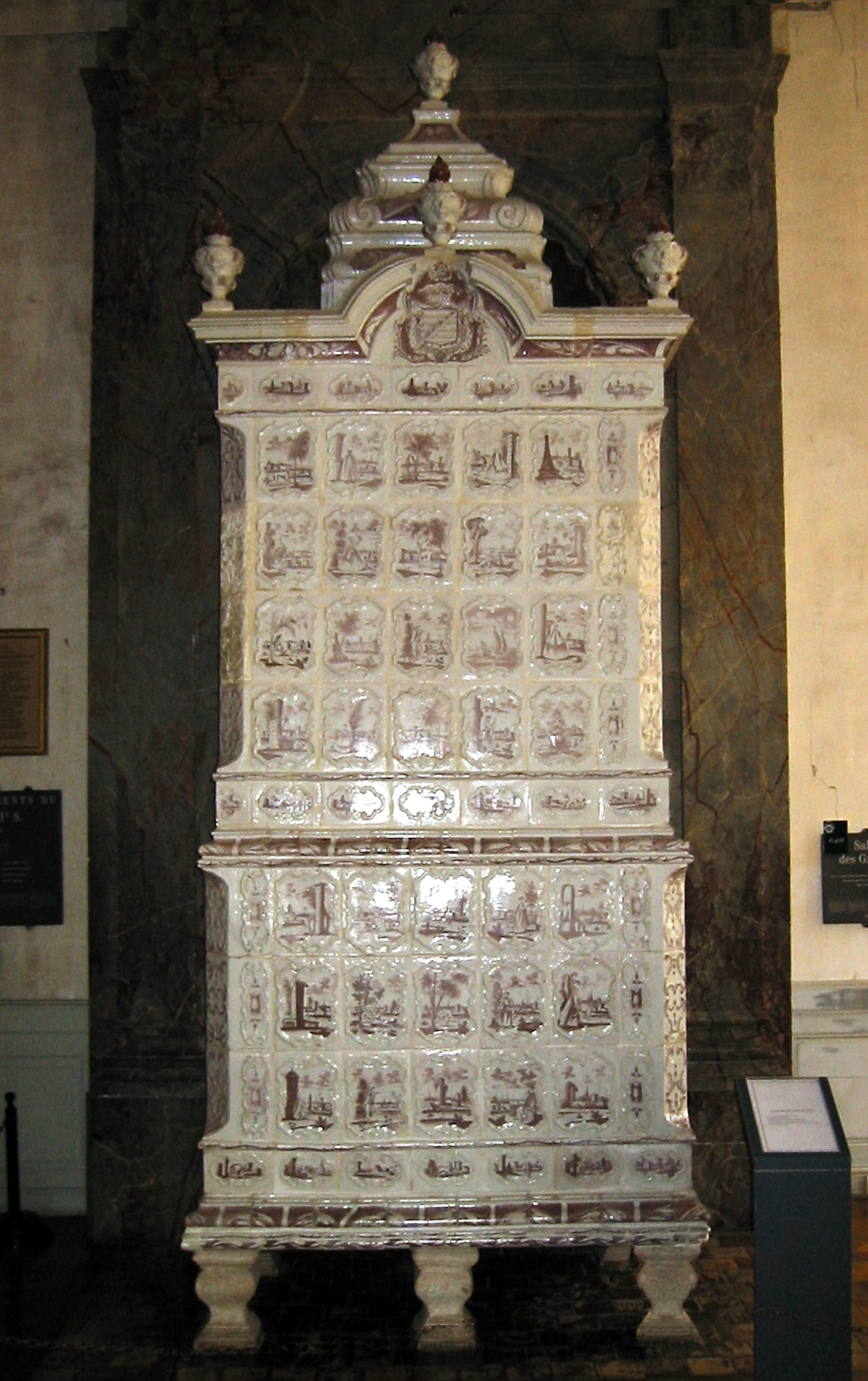
Einer der vier Kachelöfen aus Fayence, deutlich erkennbar die Kartusche am Kranzgesims mit dem sächsischen Wappen

Das architektonisch konsequente und allein gestalterischen Gesichtspunkten unterworfene Konzept des Schlosses lässt jeden Wohnkomfort vermissen. Die Innenräume werden zum Teil durch offene Galerien an den Außenwänden verbunden, die großen Räume ließen sich durch die Kamine kaum erwärmen. Dennoch sind die (wenigen) sanitären Einrichtungen von erstaunlicher Raffinesse: die den Unrat in den Keller führenden Latrinen werden wie das große Fäkaliensammelbecken über vom Keller bis auf das Dach führende Lüftungsschächte entlüftet, in denen der über die dachseitigen Öffnungen streichende Wind einen Unterdruck erzeugt und somit die Gase und Gerüche über das Dach abführt. Unter Moritz von Sachsen wurden einige Umgestaltungen an den Innenräumen vorgenommen, die nicht nur im Geschmack der Zeit neu dekoriert wurden, sondern durch hohe Kachelöfen aus Sachsen nun auch besser zu beheizen waren.

### Symbolik
Der Neubau des Renaissanceschlosses war ein Bauwerk von symbolhafter Bedeutung. Die Baugestalt wurde durch die Beschreibung des auf die Erde herabkommenden Neuen Jerusalem aus der Offenbarung des Johannes inspiriert. 

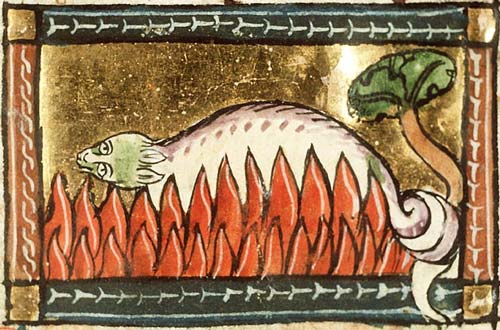
Salamander, unverletzbar durch Feuer. Darstellung aus dem 14. Jahrhundert.

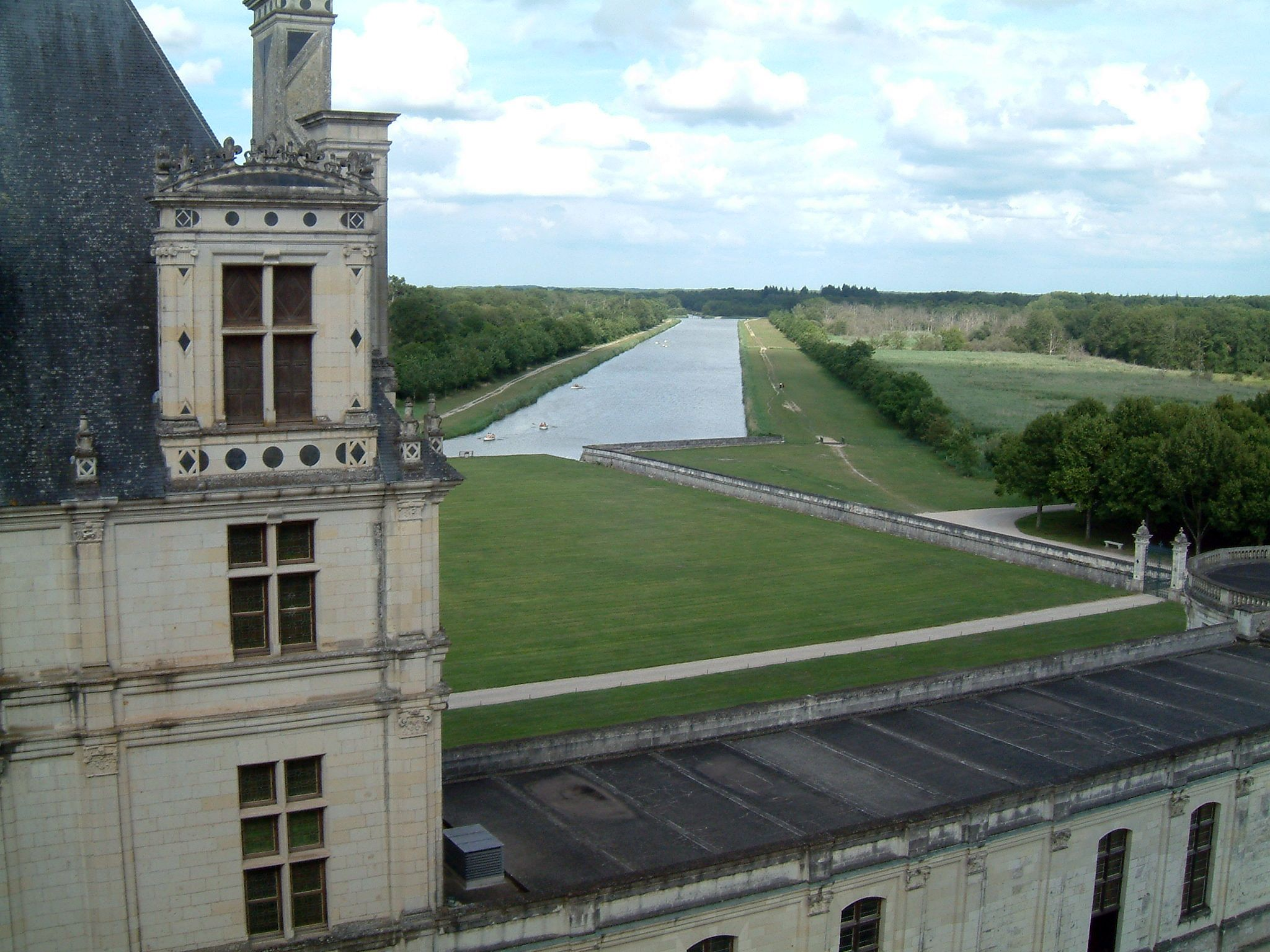
Blick vom Corps de Logis in das Wald- und Jagdgebiet

 Überall findet sich symbolhaft das „F“, die Verschmelzung von Franz und Frankreich, sowie der Feuer speiende und vom Feuer umgebene Salamander, das Wappentier des Königs und Verkörperung des Mottos „Ich ernähre mich davon und ich lösche es aus“ (lat. Nutrisco et extinguo, frz. Je m’en nourris et je l’éteins) – Franz I. Idee des im und vom Feuer lebenden Feuersalamanders – übertragen: Leben vom guten Feuer (Geist) – Vernichten der schlechten Feuer.

### Park und Jagdgebiet
Das Schloss steht auf einer rechteckigen Grundfläche von 156 mal 117 Metern. Es wird nach mittelalterlichem Vorbild von Wassergräben bzw. von der hier kanalisierten Cosson, einem Nebenfluss der Loire, umflossen. Der Haupt- und der Hoffassade liegen große schlichte Rasenparterres vor, und der Schlossbereich führt weiträumig in die Landschaft. Die Gartenanlage des Schlosses wird seit 2016 im Stil des 18. Jahrhunderts, nach alten Plänen und geophysikalischer Prospektion, rekonstruiert. Das Schloss und der Park sind von einer 32 Kilometer langen Mauer umgeben, nach damaliger Messung acht Wegstunden lang. In dem dazugehörigen Wald inszenierte Franz I. seine Parforcejagden, bei denen Wildschweine und Hirsche zu Tode gehetzt wurden. Das Jagdgebiet war mit 5.433 Hektar fast so groß wie die Fläche von Paris.

## Schloss Chambordim Film
Chambord war schon seit den 1920er-Jahren ein beliebter Drehort für Spielfilme.
Es war einer der Spielorte des Films Die Prinzessin von Cleve (einer Verfilmung des gleichnamigen Romans) durch Jean Delannoy (1961), mit Jean Marais in der Rolle des Prinzen und Marina Vlady als Prinzessin.
Dokumentationen
- Pracht und Prunk an der Loire: Schloss Chambord. (OT: Chambord. Le château, le roi et l’architecte.) Dokumentarfilm mit szenischer Dokumentation, Frankreich, 2015, 91 Min., Buch und Regie: Marc Jampolsky, Produktion: arte France, Gédéon Programmes, Inrap, CNRS Images, Erstsendung: 5. Dezember 2015 bei arte, Inhaltsangabe von arte.
- Chambord – Ein Luftschloss aus Stein. Dokumentarfilm, Deutschland, 1999, 14:50 Min., Buch und Regie: Thomas Uhlmann, Produktion: SWR, Reihe: Schätze der Welt, Erstsendung: 19. Dezember 1999 bei SWR, Video und Filmtext von SWR.
- Da Vinci Code an der Loire : das Geheimnis von Schloss Chambord. ZDF 2020.[12]